# Villányi út
A Villányi út Budapesten, a XI. kerületi Szentimrevárosban, a Gellérthegyet délről határoló, villamospályával rendelkező út. A Nagykörút budai szakasza. Határai: a Móricz Zsigmond körtér és a Budaörsi út. Északi oldalán található a természetvédelmi területként nyilvántartott Budai Arborétum egy része és dél felől helyezkedik el a Feneketlen-tó. Nevezetes épülete a Villányi út 25. szám alatt található budai ciszterci Szent Imre-templom, ami mellett Klebelsberg Kuno-emlékmű látható.

## Története

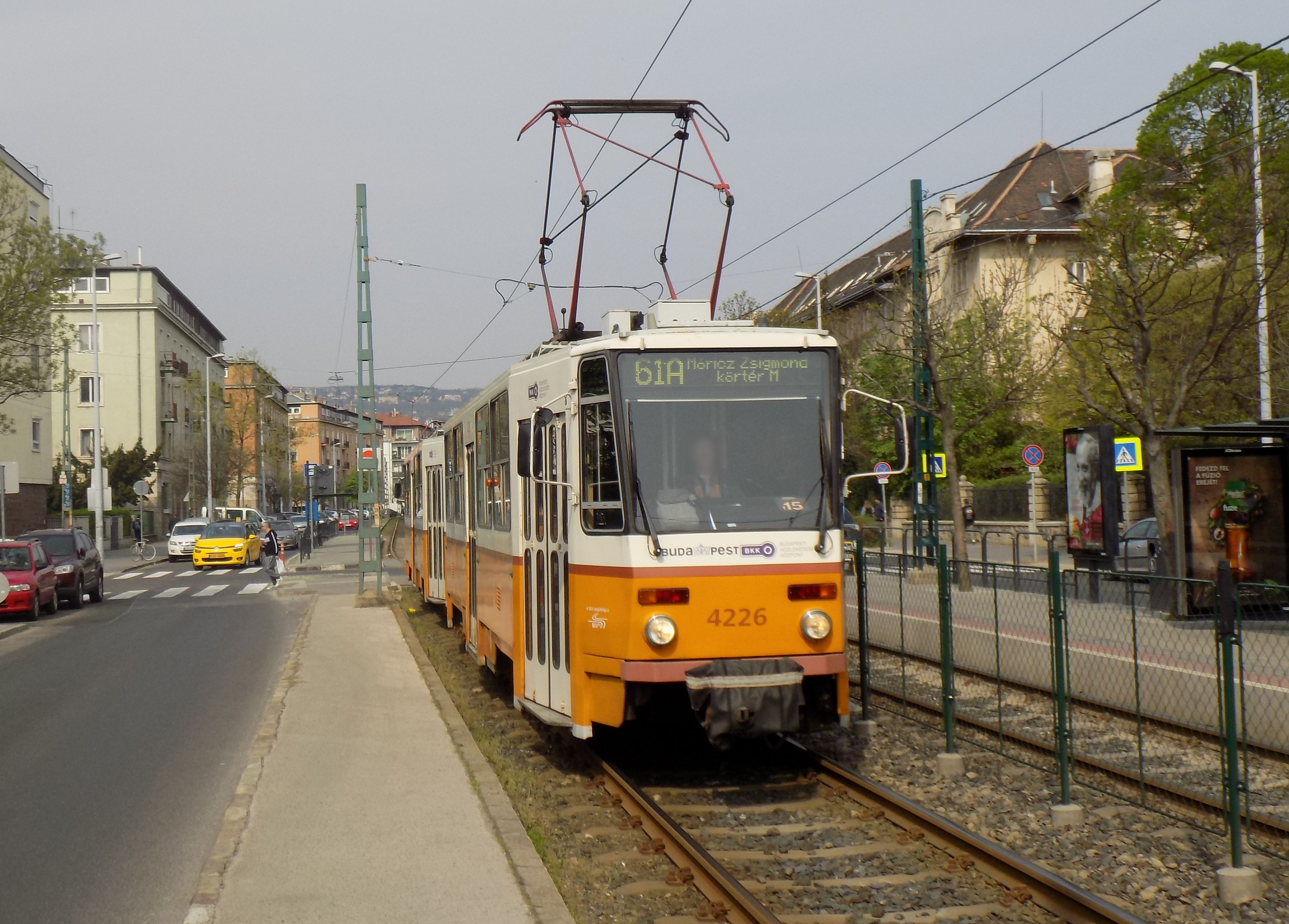
61A jelzésű villamosjárat a Tas vezér utcai megállónál

Az 1929-1953 között Szent Imre herceg nevét viselő körúton 1932-ben indult meg a villamosvasúti forgalom, amely a középen haladó és úttesttől elválasztott villamospályán közlekedik. Utoljára 1998-ban kapott teljes felújítást.
A pálya kiépítése óta erre járó 61-es járat szerelvényei 1932 és 1962 között, valamint 2016 óta a 17-es villamossal összehangolva követik egymást.

## Oktatási intézmények
- Villányi út 5-7: Szent Margit Gimnázium
- Villányi út 13: Általános Vállalkozási Főiskola
- Villányi út 27: Budai Ciszterci Szent Imre Gimnázium
- Villányi út 29-43: Magyar Agrár- és Élettudományi Egyetem Budai Campus (az egyetem területén található a Budai Arborétum)
- Villányi út 67: Semmelweis Egyetem Pető András Kar

## Közösségi közlekedés
A Villányi úton jelenleg az alábbi Budapesti Közlekedési Központ (BKK) üzemeltetése alatt álló járatok közlekednek:
- Villamos:  17, 61
- Autóbusz:  27, 212, 212A, 212B, 240
- Éjszakai autóbusz:  908, 940, 941, 960, 972, 972B